# Dunapataj
Dunapataj es un pueblo ubicado en el distrito de Kalocsa, en el condado de Bács-Kiskun, Hungría.

## Superficie
Posee una superficie de 90,47 kilómetros cuadrados.

## Demografía
Hasta 2019 la población era de 3024 habitantes, con una densidad de población de 33,43 habitantes por kilómetro cuadrado.